# Morgan Stevens
Morgan Stevens (Knoxville, Tennessee, 16 de octubre de 1951 - Los Ángeles, 26 de enero de 2022) fue un actor estadounidense.

## Biografía
Su debut en televisión se produjo interpretando el papel de Paul Northridge en la serie The Waltons, así como en películas posteriores rodadas especialmente para televisión con el mismo reparto que protagonizó la serie.
Su momento de mayor popularidad se prouduce gracias a la serie Fama, en la que interpretó durante dos temporadas (1982-1984) al profesor de teatro David Reardon.
Su siguiente papel para televisión fue el de A Year in the Life (1986-1988), así como algunos episodios en la temporada emitida en 1995 de la popular Melrose Place dando vida a Nick Diamond.
Además ha realizado numerosas apariciones como estrella invitada en series y espacios de televisión, como One Day at a Time, Hotel, Murder One, Murder, She Wrote o Walker, Texas Ranger.
El 26 de enero de 2022, Stevens fue encontrado muerto a la edad de 70 años en su casa. Los agentes de policía descubrieron su cuerpo mientras realizaban un control de bienestar después de que los vecinos no lo hubieran visto ni escuchado en los últimos días.